# Ulospora
Ulospora är ett släkte av svampar. Ulospora ingår i familjen Testudinaceae, ordningen Pleosporales, klassen Dothideomycetes, divisionen sporsäcksvampar och riket svampar.
|          | Neotestudina                         |
|          |                                      |
|          | Verruculina                          |
|          |                                      |
|          | Testudina                            |
|          |                                      |
|          | Lepidosphaeria                       |
|          |                                      |
| Ulospora | \| \| Ulospora bilgramii \| \| \| \| |
|          | \| \| Ulospora bilgramii \| \| \| \| |
|          | Pseudophaeotrichum                   |
|          |                                      |
|          | Ulospora bilgramii                   |
|          |                                      |

|  | Ulospora bilgramii |
|  |                    |